# Abraham Jacobus Frederik Egter van Wissekerke (militair)
Abraham Jacobus Frederik Egter van Wissekerke (Zierikzee, 22 september 1833 - Den Haag, 17 september 1908) was een Nederlands generaal-majoor.

## Leven en werk
Egter van Wissekerke was een zoon van mr. Abraham Jacobus Frederik Egter, heer van Wissekerke, lid Tweede Kamer der Staten-Generaal, en Elisabeth Cornelia Maria de Clercq (1798-1863) uit welk huwelijk negen kinderen werden geboren. Hij trouwde in 1863 Michiela (Mathilda) Catharina Johanna Viruly van Pouderoyen (1841-1931), vrouwe van Pouderoyen, met wie hij drie kinderen kreeg, onder wie de burgemeester Frederik Jacobus Daniël Cornelis Egter van Wissekerke en de kunstenares Anna Egter van Wissekerke.
Egter van Wissekerke volgde de Koninklijke Militaire Academie en werd in 1854 benoemd tot tweede luitenant bij het Regiment Rijdende Artillerie. In 1855 werd hij benoemd tot eerste luitenant en in 1865, als kapitein, geplaatst bij het eerste Regiment Vesting-Artillerie. In 1868 werd hij overgeplaatst naar het Regiment Veld-Artillerie en in 1877 benoemd tot majoor bij het derde Regiment Vesting-Artillerie. In 1878 werd hij toegevoegd aan de commandant van de bereden artillerie en in 1881 bevorderd tot luitenant-kolonel bij het tweede Regiment Veld-Artillerie. In 1883 werd Egter van Wissekerke belast met het bevel over het eerste regiment Veld-Artillerie, alwaar hij kolonel en commandant werd in 1885. Egter van Wissekerke werd in 1889 benoemd tot generaal-majoor en commandant van de Bereden Artillerie; hij zocht en verkreeg eervol ontslag uit de militaire dienst in 1893.
Egter van Wissekerke werd in 1889 benoemd tot ridder in de Orde van de Nederlandse Leeuw. Hij overleed in 1908 enkele dagen voor zijn 75e verjaardag. Hij werd op zaterdag 19 september 1908 op de begraafplaats "Oud Eik en Duinen" te 's-Gravenhage begraven.